# Nilus leoninus
Espèce
Synonymes
- Thalassius leoninus Strand, 1916

Nilus leoninus est une espèce d'araignées aranéomorphes de la famille des Pisauridae.

## Distribution
Cette espèce est endémique de Madagascar. Elle se rencontre sur Nosy Be.

## Description
La femelle holotype mesure 17 mm.

## Publication originale
- Strand, 1916 : Systematische-faunistische Studien über paläarktische, afrikanische und amerikanische Spinnen des Senckenbergischen Museums. Archiv für Naturgeschichte, sér. A, vol. 81, no 9, p. 1-153 (texte intégral).